# Montefrío

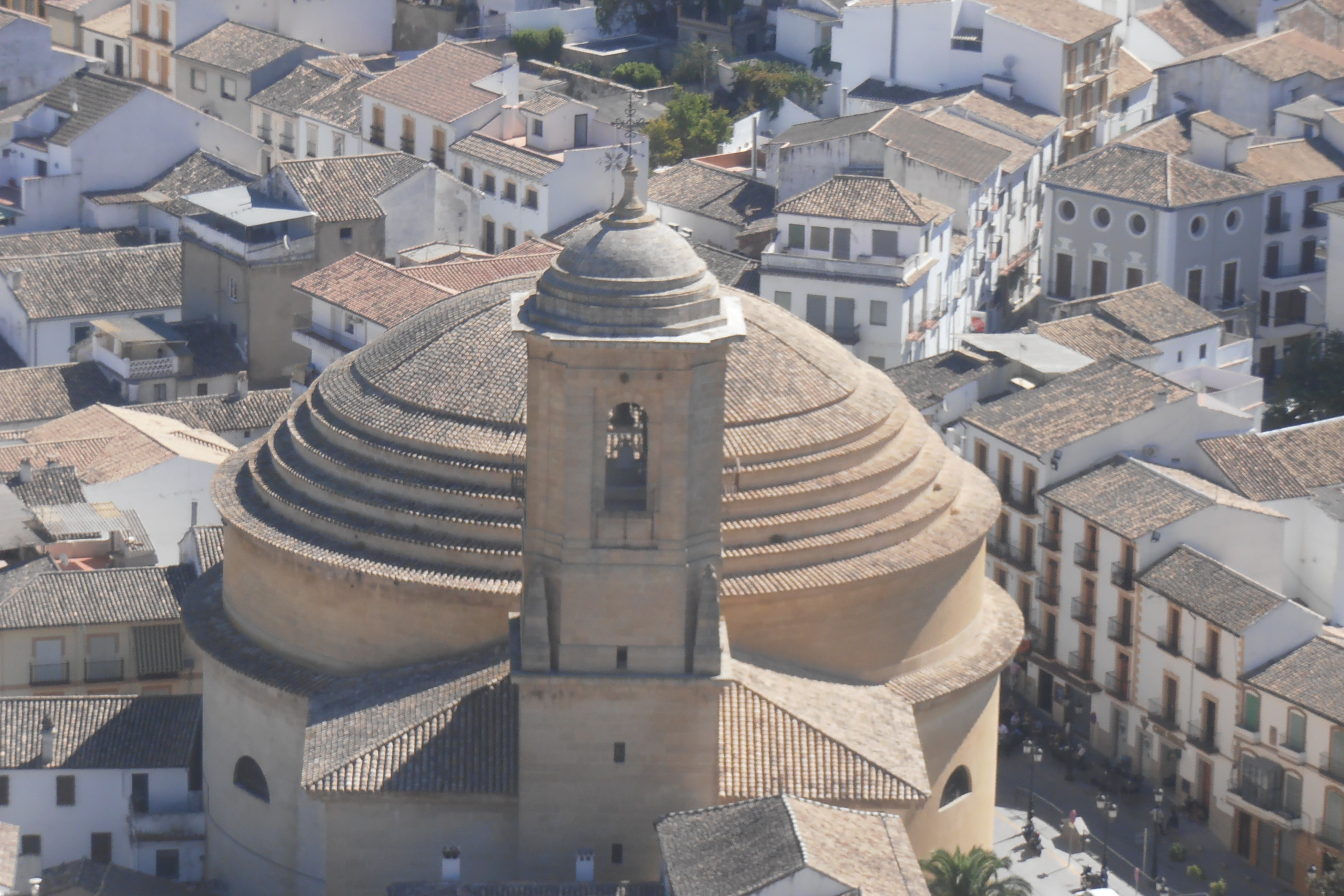
Iglesia de la Encarnación

Montefrío es una localidad y municipio español situado en la parte septentrional de la comarca de Loja, en la provincia de Granada, comunidad autónoma de Andalucía. Limita con los municipios granadinos de Íllora, Villanueva Mesía, Loja y Algarinejo; con los municipios cordobeses de Priego de Córdoba y Almedinilla; y con el jienense de Alcalá la Real. Cuenta con una población de 5305 habitantes (INE 2024).
El municipio montefrieño comprende los núcleos de población de Montefrío —que se asienta entre dos tajos enfrentados y dos barrancos con sus respectivos arroyuelos— y Lojilla, así como las pedanías diseminadas de Milanos, Los Molinos, La Viñuela, Fortaleza, Córcoles, Los Gitanos, Rincón de Turca, Campo Humano, Los Hospitales, y Baratas. Está ubicado en las estribaciones de la sierra de Parapanda.
Montefrío fue declarado conjunto histórico-artístico Nacional en 1982. En octubre de 2015 fue considerado por la prestigiosa revista National Geographic como uno de los diez pueblos con mejores vistas de todo el mundo.

## Geografía

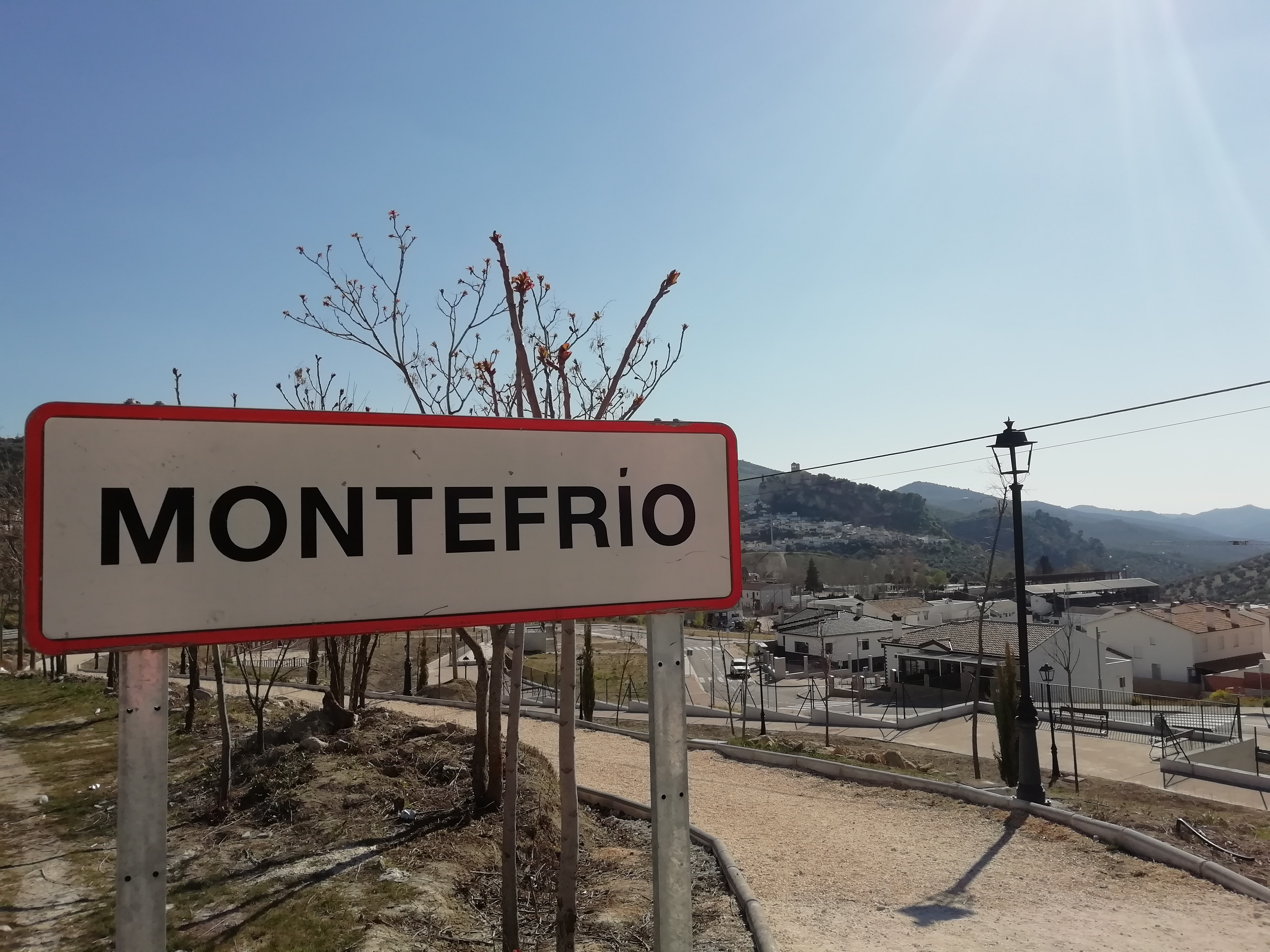
Entrada de Montefrío

Montefrío se sitúa en el noroeste de la provincia de Granada, formando parte de la comarca de Loja. Su término municipal ocupa 253,92 km² y tiene una densidad de 21,55 hab./km². Se encuentra situado a una altitud de 834 m s. n. m. y a 50,1 km de la capital de provincia, Granada.
Limita al norte con los términos municipales de Priego de Córdoba y Almedinilla (Córdoba), y Alcalá la Real (Jaén); por el sudeste con Íllora, por el sur con Villanueva Mesía y Tocón; por el suroeste con Loja y Algarinejo.

### Pedanías
El municipio cuenta con un anejo, el de Lojilla. Este pequeño núcleo está situado a unos 7 km del pueblo. Se accede a él por la carretera que une Montefrío con Alcalá la Real, desde el cruce situado en la Venta del Conejo. Su altitud es de 994,3 m y su terreno tiene una inclinación de un 20,89 %. Su población es de 79 habitantes.

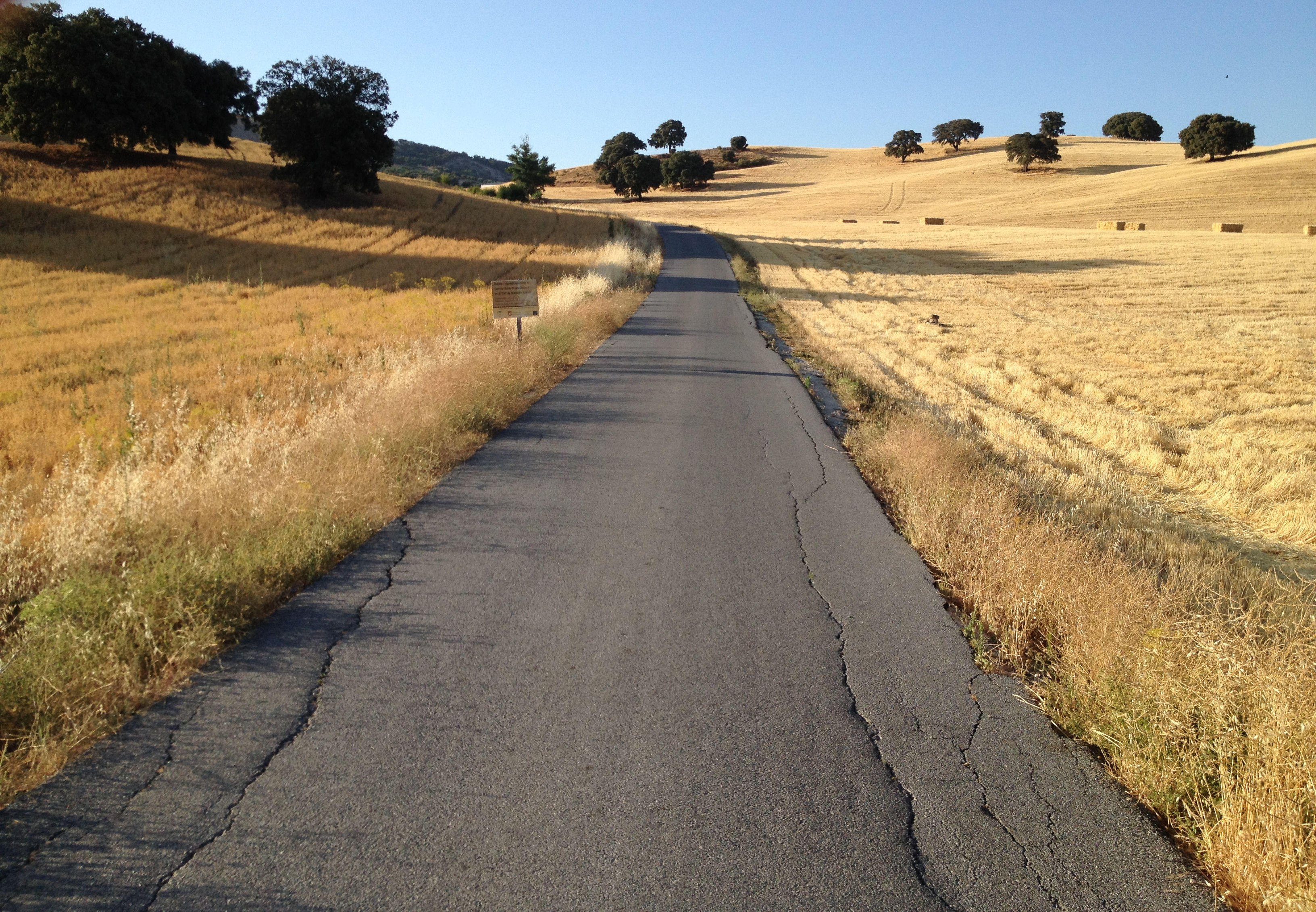
Camino rural de Las Capillas

Celebra sus fiestas el 20 de enero en honor a su patrón, San Sebastián, y el 25 de julio, festividad de Santiago.
Son de destacar las fiestas de San Sebastián.
Lo sorprendente de esta fiesta es que varios lugareños recorren las calles de la aldea ataviados con atuendos de colores, cascabeles y sombreros con cintas, también de colores. Saltan, bailan y piden limosna a los transeúntes para sufragar los gastos de la fiesta. Era costumbre antigua que fueran de cortijo en cortijo recibiendo tortas, aceite y melones.
El comienzo era al caer la tarde y tras la jornada de recolección de la aceituna y se prolongaba hasta primeras horas de la noche. Se tomaba arrebol (café con anís) y productos típicos de la tierra como el chorizo y la morcilla a la plancha.
El origen de la fiesta es desconocido, pero se cree que está entroncada con la fiesta de los Verdiales de Málaga, por lo similar de su atuendo.
Tras 15 años sin celebrarse, volvió a hacerse en 2010.
La fiesta busca ser declarada, por su origen ancestral y su singularidad, de interés turístico.

### Hidrografía
El término municipal está bañado por cuatro arroyos principales:
- Arroyo de Turca, que nace en la loma de Gachas y Marcos y vierte sus aguas en el término de Algarinejo.
- Arroyo de Milanos, nacido en Montesanto, discurre por tierras de Loja y desemboca en el Genil por tierras de Huétor Tájar.
- Arroyo de los Pinares, que nace en el cortijo Fuente Dorada y desemboca en el Genil por tierras de Villanueva Mesía.
- Arroyo de los Molinos, que riega la vertiente occidental de la sierra de Parapanda y se une al arroyo de Tocón para desembocar en el Genil por el término de Íllora.

### Clima
El clima de Montefrío es de tipo mediterráneo con rasgos continentales. Inviernos lluviosos y frescos (6,2 °C de media en enero) y veranos calurosos y secos (con temperaturas medias de 25 °C en julio y agosto). Otoños y primaveras suaves y poco lluviosas.

## Historia

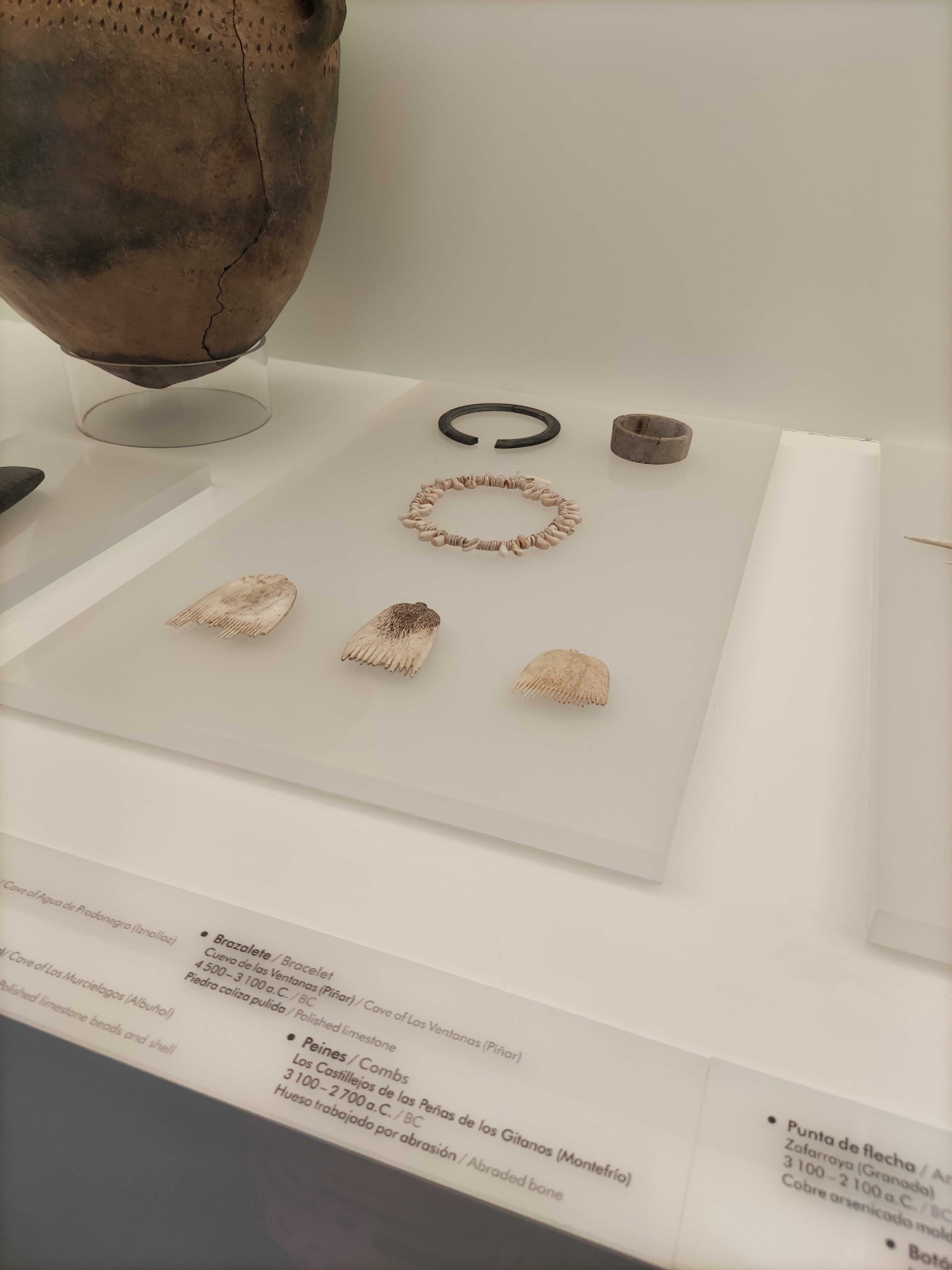
Peines de hueso. Castillejos de la Peñas de los Gitanos 3100- Museo Arqueológico de Granada

Montefrío tiene sus orígenes en las primeras civilizaciones que ocuparon la península ibérica. Su historia ha sido marcada por el paso de los pueblos que se han asentado en las tierras de lo que hoy es el término municipal de Montefrío. Desde tiempos remotos han existido distintos poblamientos, que los restos arqueológicos permiten estudiarlos. Sobre todo en el paraje de "Las Peñas de los Gitanos", lugar situado a unos cuatro kilómetros de Montefrío, por la carretera de Íllora. En este lugar se encuentran varias cuevas: la de las Tontas, las Cabras, la Raja de la Mora, cueva Alta, cueva de la Alondra, etc; el poblado de los Castillejos, y tres necrópolis megalíticas: El Castellón, La Camarilla, y el Rodeo.
Aunque de menor importancia, también se conservan vestigios en el monte conocido como la sierra de la Cazuela, de otro poblado, probablemente de cazadores, de cuyas casas alineadas quedan solamente los cimientos y paredes de piedra sin labrar. No eran muy numerosas y hoy solo quedan de ellas escasos restos por haber sido roturados aquellos parajes en los últimos años. Próximas al poblado había muchas sepulturas megalíticas. Son de forma rectangular orientadas hacia el este y llevan cámara funeraria y antecámara de las ofrendas al muerto allí enterrado. Estaban cubiertas de grandes losas y en muchas de ellas se han encontrado hachas de pedernal, puntas de flecha, cuchillos tallados.

### Edad Antigua
El poblamiento más antiguo, que se ha determinado en la estratigrafía de algunas cuevas como la de Las Tontas, data del Neolítico Medio en el 4500 antes de Cristo. En un momento más avanzado del período se funda al aire libre el poblado de Los Castillejos que, en la Edad del Cobre, se verá rodeado de las necrópolis megalíticas. El poblado siguió existiendo en época íbero-romana y la zona muestra restos de ocupación durante la Edad Media.
Este poblado está rodeado de un singular relieve de naturaleza calcárea con numerosas diaclasas, grandes bloques caídos y derrumbes producidos por pequeñas simas, de tal manera que el conjunto se aproxima a un relieve kárstico, con terrazas y zonas amesetadas, sobre escarpes fácilmente defensibles, en los que se abren numerosas cuevas y coronando la terraza más alta de las Peñas de los Gitanos. Su acceso más fácil es por la puerta oeste, que es la parte que mira al caserío de Los Guirretes.
El lugar está a unos 1000 m de altura sobre el nivel del mar, mide de este a oeste unos ciento veinticinco metros, y su anchura este unos 25 m. En la cara oeste está la cueva de las Cabras, excavada y explorada por Mergelina que le puso tal nombre. En la parte opuesta está la cueva Alta, en un tajo más profundo e irregular, estando consideradas como habitaciones del poblado.
El Departamento de Prehistoria de la Universidad de Granada ha efectuado en el poblado dos intensas campañas de excavación en 1971 y en 1974, en las que se ha podido obtener una completa secuencia estratigráfica del mismo, que se inicia en un ambiente propiamente neolítico de la Cultura de las cuevas y perdura hasta la introducción de los primeros elementos de la Edad del Bronce Inicial, ocupando por tanto un amplio período que puede cifrarse aproximadamente entre el 3000 y el 1800 a. C.

#### Cinco fases culturales
- Fase I: Neolítico Tardío, en torno al 3000 a. C.

El estudio de la fauna pone de manifiesto que este grupo poseía una estructura económica eminentemente pastoril, basada en rebaños de ovejas, cabras y bóvidos, y adaptada a un paisaje montañoso de bosque como sugiere el tipo de caza.
- Fase II: entre el 2800 a. C. y el 2600 a. C.

Los estratos de esta fase presentan un aumento en sus porcentajes de animales salvajes y una disminución de los ovicápridos y teniendo en cuenta que los agricultores están obligados para proteger sus campos a cazar un gran número de herbívoros salvajes del entorno y que en cambio las culturas pastoriles muestran escasa propensión a la caza, puede concluirse que se inicia ahora un desarrollo de la agricultura como base de la economía de la población de las Peñas de los Gitanos. Estas aportaciones debieron de consolidar los primeros síntomas de vida al aire libre, extendiéndose la zona del hábitat a gran parte de la terraza de Los Castillejos, y transformándose el tipo de vivienda que, aunque no esté suficientemente documentada, se puede suponer que se trataba de pequeñas chozas construidas con materiales orgánicos y barro.
- Fase III: inicio de la Edad del Cobre.

Se trata de una fase de transición en la que aparece una serie de elementos que corresponden cronológicamente al horizonte Los Millares I, y se inician en el poblado de Los Castillejos las primeras actividades metalúrgicas, detectadas en un momento avanzado de esta tercera fase gracias a la aparición de restos de escoria de cobre. Se mantiene una economía claramente agrícola, que continúa las bases establecidas en el periodo anterior.
- Fase IV: Cobre Pleno.

En un momento paralelo a Millares II, y ve la aparición de los primeros fragmentos de Vaso Campaniforme de estilos marítimos y puntillado, que serán sustituidos por otros estilos en la siguiente fase. Restos de plantas de cabañas de construcción endeble con pequeños zócalos de piedra, de los que se conservan una o dos hiladas mal dispuestas. Sus plantas son redondeadas (circulares u ovales). Dada la pobreza de su construcción, las cabañas hubieron de tener corta duración, lo que queda patente por el hecho de la superposición de varios estratos de destrucción de las paredes, asociados a capas de incendio, en los que aparecen compactas masas de barro endurecido por el fuego con improntas de ramas, prueba de que las paredes hubieron de ser de ramaje embadurnado con barro. Las actividades textiles parecen mostrar un fuerte desarrollo, teniendo en cuenta la abundancia de fusayolas de arcilla, cuernecillos acodados y la aparición por vez primera de grandes pesas de telar de forma rectangular u oval. Como elementos importados que testifican el auge del poblado durante el Cobre Pleno cabe destacar los primeros objetos de marfil y varios botones cónicos de pequeño tamaño con perforación en V en la base.
La metalurgia del cobre cobra cierto auge, siendo relativamente numerosos los útiles, entre los que pueden citarse un cuchillo de hoja curva del tipo Vila Nova de São Pedro, un puñal de lengüeta trapezoidal de tipología campaniforme, escoplos de sección delgada y varios punzones de sección gruesa.
- Fase V: Cobre Tardío y Final.

Paralelo en su momento avanzado al Bronce Inicial de los focos almerienses (inicio de la Cultura del Argar). Restos de construcciones con gruesos zócalos rectos de piedra que a veces forman ángulos y tienen un grosor de unos 8 dm con una media de 6 o 7 hiladas de grandes piedras superpuestas trabadas con barro amarillento; en algunos casos se adosaron bancos corridos de piedra barro por el interior de las paredes. También se encuentran buena cantidad de piedras de tamaño grande, testigos de una utilización de la piedra en las viviendas a mayor escala y por tanto de la mayor solidez de las construcciones del poblado en este momento avanzado del mismo. Estos cambios en la técnica de la construcción quedan también reflejados en las profundas modificaciones que se observan en la tipología de los elementos materiales.
Así, por ejemplo, entre los fragmentos de campaniforme se aprecia la desaparición total del estilo marítimo, la complicación de los motivos en la decoración de peine y la aparición de los primeros fragmentos de campaniforme inciso de estilo Ciempozuelos, que llegan a imponerse. Dentro de los materiales cerámicos de nueva aparición destacan algunas formas que posteriormente tendrán amplio desarrollo en la Edad del Bronce de la región, como los vasos con carena a media altura y las grandes ollas y orzas para almacenamiento de alimentos que eran desconocidas en las fases anteriores.
El último horizonte del yacimiento excavado, se inicia con la fundación de un hábitat ibero-romano, tras un largo período en que el lugar estuvo abandonado.

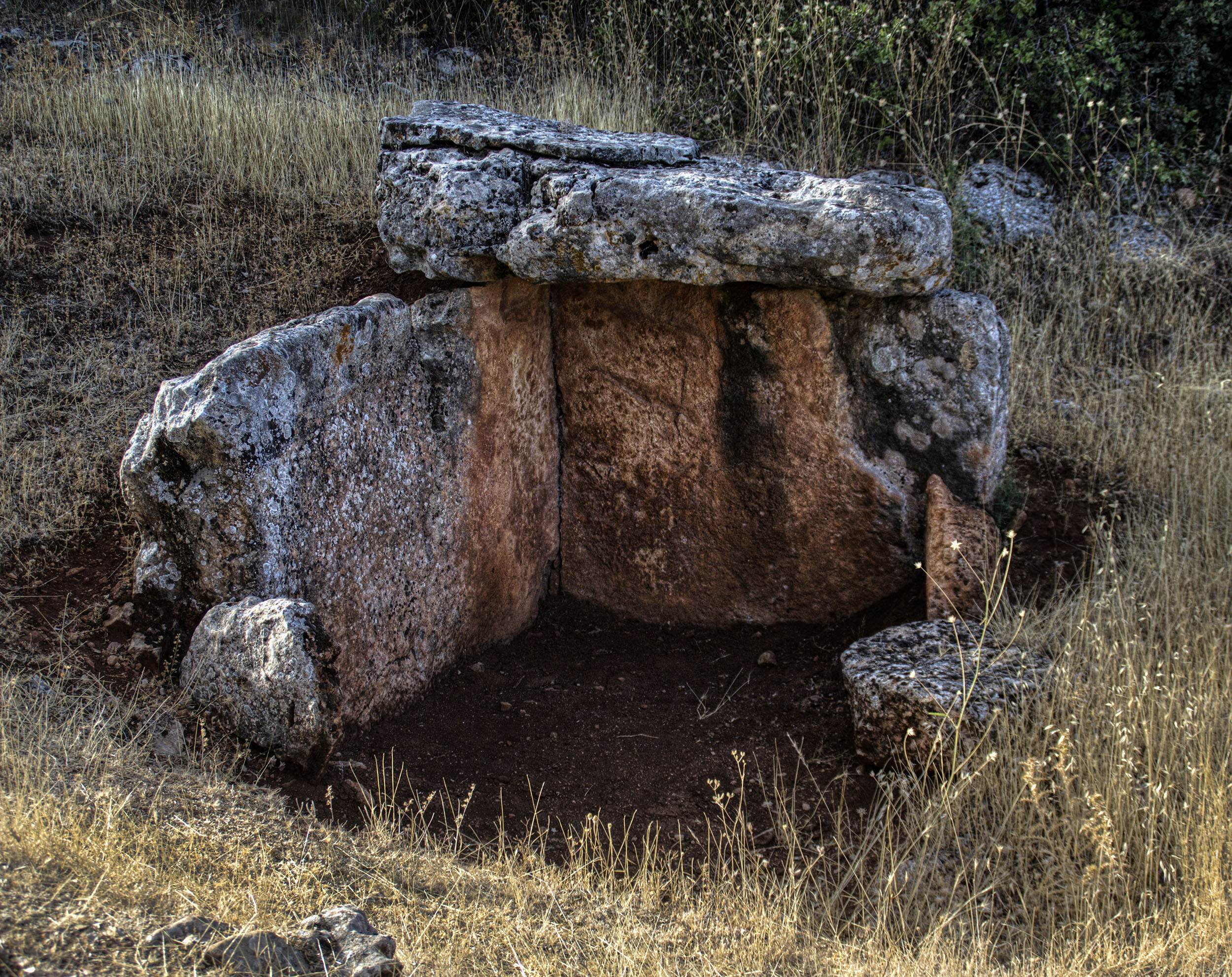
Dólmenes de Montefrío

Necrópolis megalíticas: en las áreas del Rodeo y La Camarilla.
En ambas áreas, el estudio lo realizó C. de Mergelina quien, en 1941-42 recogió datos sobre unos 29 dólmenes. Los sepulcros son de pequeñas y medianas dimensiones, de cámara trapezoidal o rectangular, con una puerta de entrada formada por dos bloques o piedras y tierra. Están construidos con grandes piedras, menos uno, que cuenta con un aparejo mixto de ortostatos y muros de mampostería. La mayoría de los dólmenes se encontraban violados desde antiguo, no obstante, arrojan bastantes datos sobre los rituales funerarios empleados. En cuanto a los ajuares, muestran el largo empleo de las necrópolis durante toda la Edad del Cobre e inicios del Bronce Pleno. Entre las piezas cerámicas figuran cuencos semiesféricos, de casquete esférico, lenticulares, etc; ollas globulares y vasos carenado. La industria lítica está representada por cuchillos, hojas, elementos de hoz y puntas de flecha de sílex y por hachas y cuentas de collar. Entre las piezas de metal figuran puñales, espadas, puntas de flecha, punzones y objetos de adorno como cuentas y espirales. Otros elementos son conchas perforadas y brazaletes de pectúnculo.

#### Hiponova. Romanos y visigodos
En los restos del llamado Poblado de los Castillejos, es donde al parecer, se situó más tarde la conocida Hiponova, a la que hacían referencia explícita los geógrafos romanos Plinio y Estrabón, enmarcada en la antigua ruta que unía esta zona con las costas de Málaga.
Allí se han encontrado monedas de la época romana y una acrópolis, que da fe de su existencia histórica.
Por los historiadores romanos sabemos que, vencidos los cartagineses, Colca que era cacique de muchos pueblos granadinos, sublevó Las Alpujarras contra los romanos, resistiéndose al Pretor Marco Elvio y derrotando a las legiones de Cayo Sempronio, quien murió en una batalla. Otro de los generales romanos llamado, Cayo Flaminio, también estableció parte de sus campamentos en Montefrío. La época romana se caracteriza por el desarrollo de las ciudades. Las tribus son obligadas desplazarse de sus poblados de altura y habitar en los nuevos núcleos de población, que se formaron en los puntos estratégicos, y en los recintos que fueron campamentos militares durante las guerras de ocupación. En el Arroyo de Milanos, se encuentra un pequeño puente, hecho con piedras labradas, al que siempre se ha conocido como el Puente romano.
Los visigodos también dejaron su huella: Se han encontrado restos decorativos correspondientes al siglo VI. Una piedra labrada que pertenece al segundo periodo de evolución de la arquitectura visigoda. En ella aparece el arco de herradura y es posible que pertenezca a alguna ermita o iglesia, de dicho siglo en Montefrío, al igual que otras existentes en diversos lugares España. Como se sabe, los más fieles aliados de Roma fueron precisamente los Visigodos, seguramente fue en tiempos de aquellos, cuando algunos se asentaron aquí, fruto del tránsito que existía desde la costa a los terrenos montañosos, a través de la antigua ruta, que antes se mencionaba, en referencia a Plinio y Estrabón.
A principios de los ochenta, en la ladera baja del cerro del Castillón, se descubrieron una treintena de tumbas perfectamente alineadas en hileras y después se encontraron veinte más, de iguales características, todas ellas del siglo VII. Aunque como se comprobaría más tarde fueron utilizadas en épocas posteriores. Todo ello supuso un gran avance para el estudio de los asentamientos Visigodos en la zona de Andalucía Oriental.
De otro lado tenemos una publicación del arqueólogo de M. Tarradell con los resultados de una excavación realizada en las proximidades del Cortijo del Romeral, en las proximidades de Montefrío. Allí aparecieron dos sepulturas en "cista", una totalmente destruida y la otra formada por losas toscamente talladas. El ajuar de la primera consistió en un olpe de cerámica color marrón con un asa y círculos paralelos hechos a torno, alrededor del vientre, y un brazalete de bronce sin decoración. En la otra apareció un jaque semejante a la anterior y una sola cifra de bronce. Estas sepulturas no se encontraban aisladas, porque a poca distancia, frente al mismo Cortijo del Romeral, se revisaron los restos de otras siete, del mismo tipo, todas muy deterioradas. Cronológicamente podemos situar estas, al final de la época romana, acaso con ascendencia visigoda, basándose, también, en el tipo de la cerámica encontrada.

### Época andalusí
Sería en Hiponova donde se llegó a consolidar el pueblo hasta la época andalusí, que comenzó en el año 711 aproximadamente, expandiéndose, principalmente, por la zona meridional. Los antiguos historiadores andalusíes denominaban al actual Montefrío con el nombre de "Montefrid", palabra que, en cierto modo era idéntica a la romana. Montefrid pertenecía a la Cora de Elvira. Cuando Ibn al-Jatib describe las diferentes zonas del Reino Nazarí de Granada, nos dice de Íllora y Montefrío: "...entre ambos eran una mina de excelente trigo y de caza, y sitio de ganados...".
El Mons Frigidus de los latinos y el Montefrid de los andalusíes, en su tiempo, tuvo que formar parte de una ruta milenaria, que partiendo de Torre del Mar y Vélez-Málaga, seguía por el Puerto de Zafarraya para hacer alto en Alhama de Granada y luego, por Montefrío, llegaba a las campiñas cordobesas y el Valle del Guadalquivir.
Corría el año 1352 cuando el Rey granadino Abú Abdalá-Yusuff, mandó construir una fortaleza en los terrenos de La Villa, considerando el lugar de gran valor estratégico, para la defensa de sus fronteras.
Pronto la población de Hiponova se fue trasladando, hacia el cobijo que les ofrecía la nueva alcazaba nazarí, al abrigo de sus murallas. Montefrío formó parte de los límites del primitivo Reino de Granada, pues su situación era vital para la defensa del sector noroccidental. La villa, al amparo de su castillo, constituía un excelente bastión defensivo, pues un tajo profundo dominaba la fortaleza desde su inexpugnable y estratégica situación militar, defendiendo el camino de Granada.
Desde la fortaleza se controlaban las posibles penetraciones y, según algunos historiadores, también colaboraba con Íllora en el control de los caminos que partían de Alcalá la Real; así mismo, también estaba en comunicación con otras atalayas y fortalezas como Moclín. Todas estas fortificaciones y castillos cercanos a la frontera cristiana de Jaén, tenían la misión de hostigar toda esta frontera enemiga, cuya primera avanzada fue Alcalá la Real (antes de la conquista llamada Alcalá de Benzaide) desde 1342.
Junto al castillo, se levantaron diversas torres ópticas que formaban un sistema defensivo complejo. Entre ellas, las del Cortijuelo, de los Anillos y de los Guzmanes. Estas atalayas se comunicaban entre sí y con los castillos asociados, mediante señales luminosas o de humo. Estaban situadas en lugares altos y escarpados, para vigilar el terreno que dominaban.
Fueron numerosos los intentos de conquistar la villa, uno de ellos en época de Juan II que, acompañado por el Condestable Álvaro de Luna y un ejército expedicionario, marchó con sus huestes hacia Montefrío, acampando a 10 km de Alcalá la Real, en un paraje conocido como "Cabeza del Carnero", donde soportaron la acción de una fuerte y furiosa tormenta, estropeando parte de las provisiones y a punto de perecer los hombres.[cita requerida]
También Enrique IV, intentó la conquista de la villa en numerosas ocasiones, podemos citar las escaramuzas realizadas en los meses de junio-julio de 1455 y 1457, aunque la más seria fue la ocurrida a finales de 1463 y principios de 1464 planeada por el Condestable Miguel Lucas de Iranzo.
De todo esto, podemos sacar la conclusión del papel tan importante que desempeñó desde el punto de vista militar y defensivo en la guerra contra castilla. Aún pueden verse restos de murallas de la antigua fortaleza, además existió una segunda muralla defensiva que parece ser protegía las viviendas de los arrabales o barrios que iban surgiendo extramuros.

#### Los Abencerrajes y el rey Ismail en Montefrío
Los abencerrajes formaban una especie de clan muy fuerte que, en el transcurso de la historia del reino nazarí, influyó decisivamente en el desarrollo de los acontecimientos.
En tiempos del reinado de Muhammed X el cojo (1445-1453), los Abencerrajes estaban descontentos con el nuevo rey por la tiranía que ejercía; puesta esta familia de acuerdo con Juan II de Castilla cruzaron la frontera cerca de Montefrío, llevándose con ellos al príncipe Ismail, primo hermano del monarca, y en el lugar conocido por las Angosturas, en el camino hacia Alcalá la Real, los caballeros cristianos de aquel sector fronterizo y principalmente el Conde de Cabra, Diego Fernández de Córdoba, lo proclamaron rey de Granada.
Instalando en el castillo de Montefrío su corte, por espacio de 7 años, se nombró decimoctavo rey de la dinastía nazarita con el nombre de Ismail III, (el aben Ismail de las crónicas cristianas). Su preocupación fue librarse de las correrías de su primo quien lo consideraba un rival insignificante, equivocadamente, puesto que el príncipe y sus partidarios desde la fortaleza de Montefrío no habían dejado de trabajar para destruir al rey granadino, contando con los muchos partidarios que tenían en su corte.
Tan pronto como cesaron las discordias entre los cristianos, Juan mandó a Ismail un poderoso ejército para la lucha contra el rey de Granada, su primo; era el año 1453 cuando salió de Montefrío para Granada. La vanguardia del ejército la formaban los Abencerrajes que, llegando ante las murallas, provocaron al monarca haciendo que el pueblo se conmoviese y los descontentos se unieron a Ismail. Este rechazó las tropas que salieron de la corte de Muhammad, que tomó una medida desesperada haciendo alistarse a la fuerza a los granadinos, lo que provocó un motín encabezado por el barrio del Albaicín y secundado por otros barrios que se hicieron dueños de la ciudad dando vivas a Ismail.
Ismail se presentó en Granada, siendo recibido con entusiasmo por el pueblo, y proclamado rey, con el nombre de Yusuf V. Ajustó la paz con el rey de Castilla Enrique IV, pero su salud le hizo retirarse a Almería con su yerno, acabando sus días en 1465 aquel que había sido rey de Montefrío. Reinó en Granada durante unos meses de 1445 y desde 1462 a 1463, entre las dos fases del sultanato de Saad, zirita, que fue el padre de Abul Hassan y abuelo de Boabdil, el último rey nazarí.

### Conquista de Montefrío

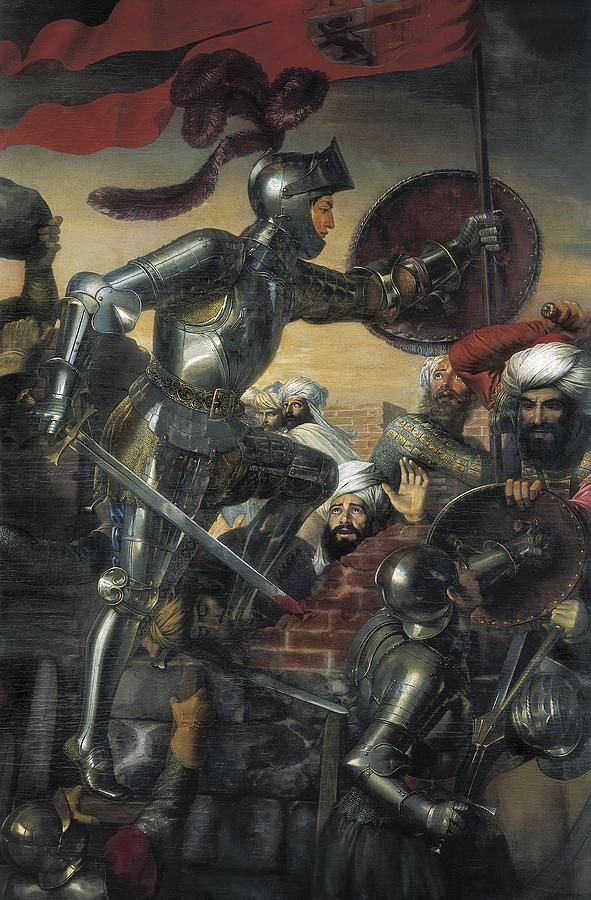
El Gran Capitán en el asalto a Montefrío. Obra de José de Madrazo

En el año 1483 se inició la etapa definitiva para la conquista del Reino de Granada, ordenando los Reyes Católicos una serie de operaciones bélicas que desgastaran el poder musulmán. Así el 1 de junio, el rey Fernando dio orden al Conde de Cabra de arrasar y talar el término de Montefrío; 3 años más tarde la conquista de Montefrío sería una realidad, la empresa se culminaría con éxito el lunes, 26 de junio de 1486.
Numerosos autores han hablado de la invulnerabilidad del castillo. Podemos destacar a Francisco Henríquez de Jorquera que narra así los acontecimientos:
"habiéndose tomado la villa de Moclín con tanta facilidad, se determinaron los Reyes Católicos, de no "dejarse cosa atrás" y de que se fuese a sitiar la fortaleza de Montefrío. Situada en un lugar muy fuerte y muy avecinado. Para ello dieron órdenes al duque del Infantado, al Maestre de Santiago, al marqués de Cádiz y de Villena, y a otros muchos caballeros, para que fuesen acompañando al Rey para ponerle sitio, quedando en Moclín la Reina con gran número de gente. Y habiendo comenzado a marchar el ejército el martes 20 de junio, se le puso sitio a la villa de Montefrío a otro día siguiente".
La conquista de Montefrío, junto a la de Loja, Íllora, Moclín y Colomera tomadas con anterioridad, supuso un duro golpe para el normal desenvolvimiento de las actividades nazaritas, ya que tras esta campaña de conquistas, los cristianos tuvieron en sus manos la posibilidad del laboreo de la vega granadina y el control de las comunicaciones con Málaga que en adelante sólo podían efectuarse por rutas largas y difíciles.
Terminada la campaña con la toma de Montefrío y Colomera, los Reyes Católicos se encaminaron hacia Santiago de Compostela, a fin de cumplir el voto al Apóstol y pedirle ayuda para la difícil empresa de la ocupación de Granada que pensaban emprender seguidamente.

### Época cristiana
Ocupadas por los Reyes Católicos las fortalezas y villas de Guadahortuna, Montejícar, Iznalloz, Colomera, Moclín, Íllora y Montefrío, dejaron una guarnición militar y ordenaron que estas siete poblaciones, a las que concedieron el título de villas, pagaran un tributo consistente en abastecer la recién conquistada ciudad de Granada, quedando bajo su jurisdicción. Don Fadrique de Toledo fue nombrado Capitán mayor de estas siete villas que fueron aprovisionadas de abastecimiento de artillería.
Sería nombrado Alcaide, de la nueva conquista, Don Pedro Afán de Ribera. Los habitantes del lugar quedaron como mudéjares, y los que no quisieron sujetarse al poder católico, huyeron hasta los alrededores de la Alhambra.

#### Iglesia de la Villa
Los Reyes Católicos, mandaron construir en el Castillo, una iglesia, tal como venía siendo costumbre, en ellos, al conquistar alguna fortaleza mora. Se terminaron las obras en el año 1507.

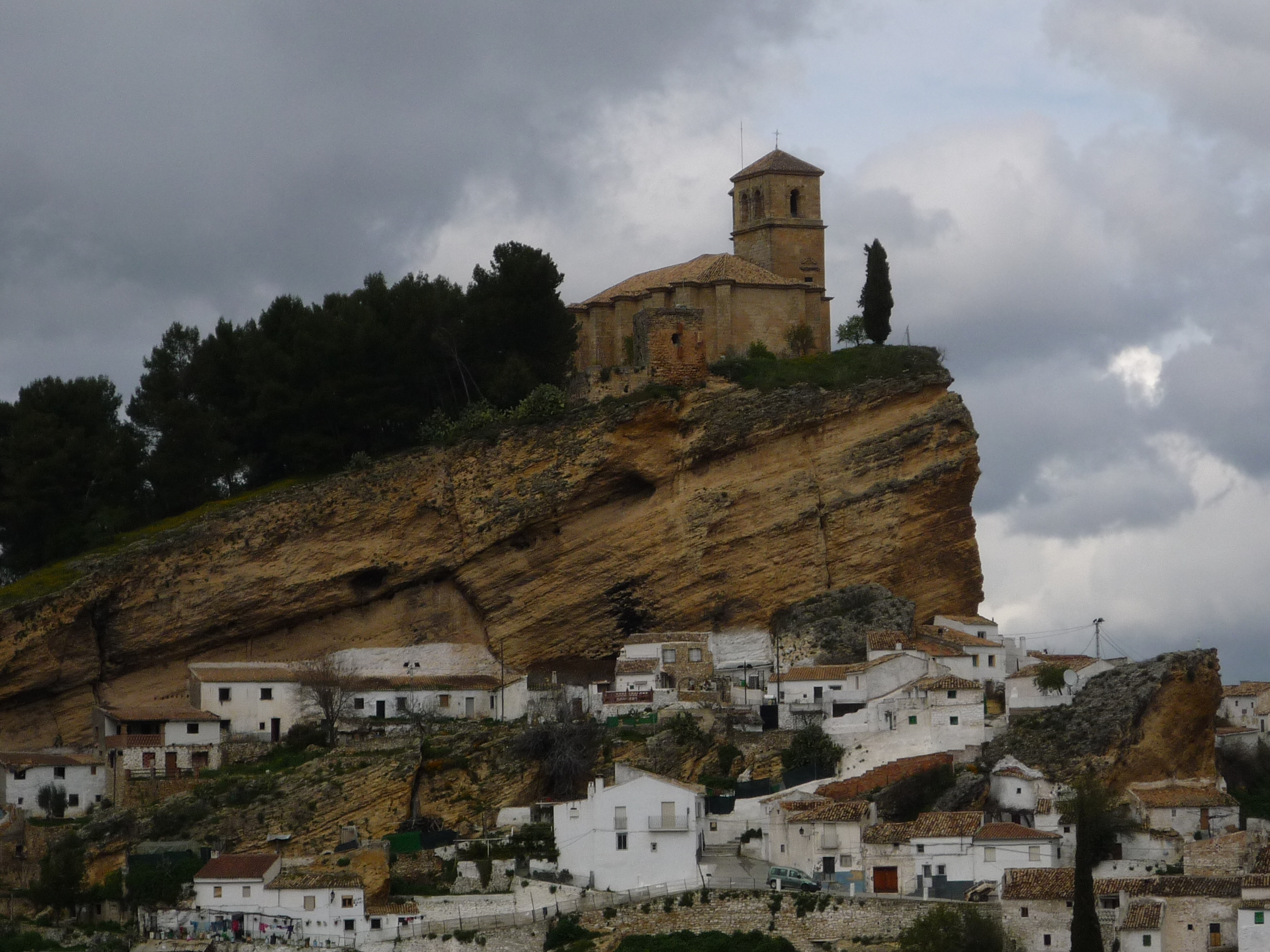
Iglesia de la villa en el emplazamiento de la antigua fortaleza árabe

En el año 1541, con la liberación de los fondos de fábrica y el desarrollo económico de la zona debió pensarse en renovarla y ampliarla. Para ello fue llamado Diego de Siloé, quién con la ayuda del alarife Francisco Hernández, elaboraron una primera traza que nada tiene que ver con la actual ya que el proyecto fue rechazado por los vecinos, a los que no gustó.
En 1549, acudió de nuevo Siloé, con un proyecto remozado que es el que dio lugar al edificio que se mantiene en la actualidad. Este presenta una planta rectangular, de una nave y dos capillas laterales, torre y capilla bautismal. Remontándose a la época de su construcción, nos encontramos con un Montefrío de unos 5000 habitantes y con un gran desarrollo agrícola y ganadero. Por ello, la mendicante Orden de los Franciscanos, se instaló en el lugar, donde había gentes de la nobleza y con dinero suficiente para dar cuantiosas limosnas, fundando un hospicio que ellos mismos regentaban.
Esta Orden encontró en don Juan de Vílchez Entrena Pasadas Valenzuela, capitán del Ejército Real y familiar del Santo Oficio de la Inquisición así como en su esposa doña Isabel Ramírez de Texada y del Arco Valenzuela unos magníficos benefactores que donaron el dinero suficiente para la construcción de un templo, que completaría el convento que estos frailes comenzaron a construir a extramuros de la población en el llamado Cerro del Calvario.

#### La repoblación de la Villa
Los aspectos demográficos y económicos de la villa fueron los que más dificultades presentaron a los monarcas castellanos y ello se debió a varios factores; por un lado la guerra ocasionó graves estragos en los campos de cultivo y, en el caso de Montefrío, por su condición de villa fronteriza, siempre expuesta a correrías, existía un continuo factor de desequilibrio que repercutía negativamente en la población y en la producción; por otro lado, cuando la población musulmana abandonó la villa, se produjo un vacío demográfico que obligó a realizar un plan de inmigración de pobladores cristianos, este problema de recuperación del elemento humano para reiniciar el estancado proceso productivo fue solventado por los Reyes a través de la concesión de franquicias fiscales a los pobladores que se instalaran en las nuevas tierras.

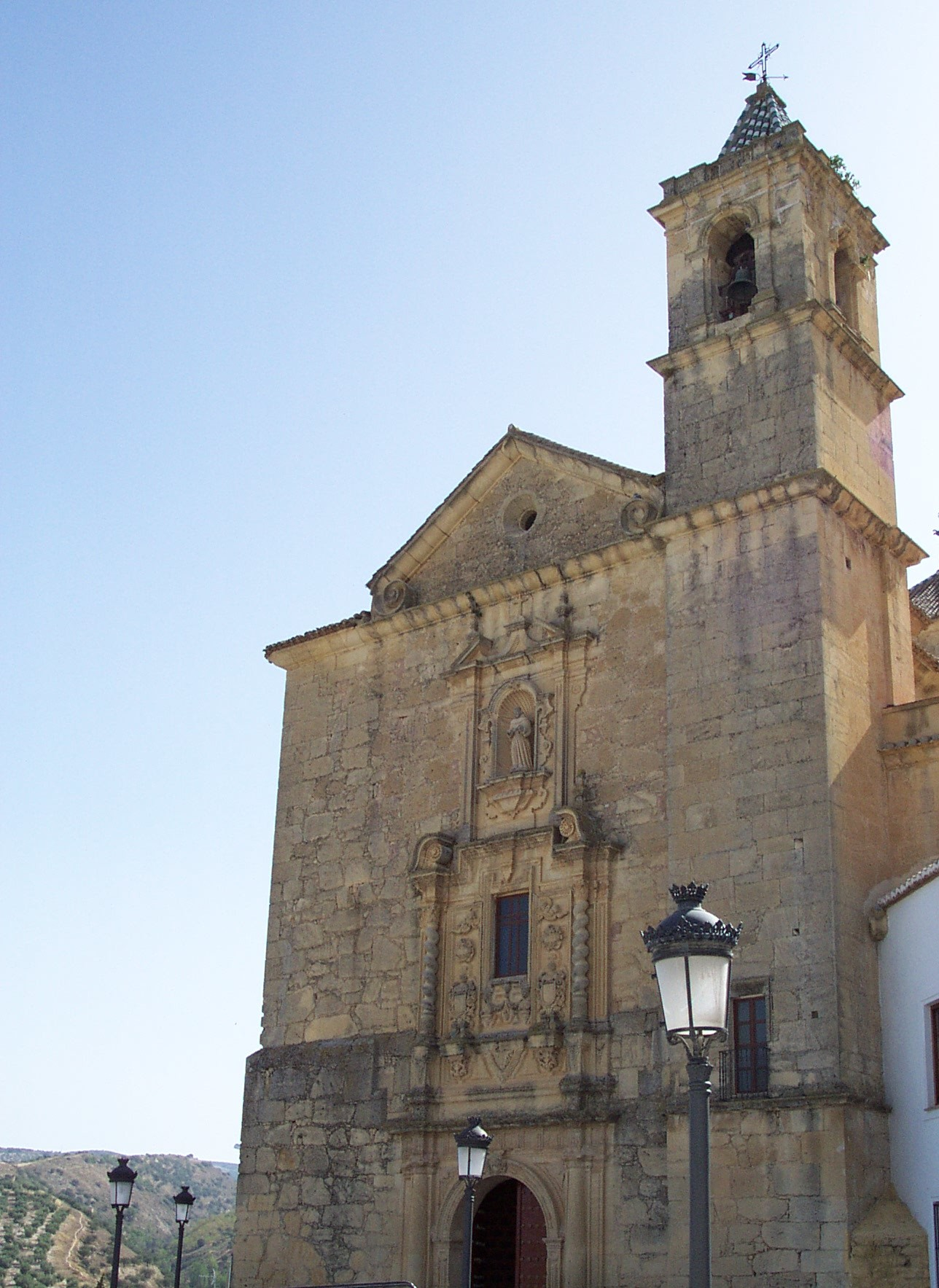
Convento de San Antonio

La primera fase transcurrirá entre 1486 y 1491, estando caracterizada por el predominio casi exclusivo del elemento militar de la población de Montefrío.
La segunda etapa o fase a partir de 1491 y hasta 1531, en la cual se fueron consolidando progresivamente las fuerzas productivas de la villa; la emigración de pueblos vecinos, como Baena y Castillo de Locubín, sustentó un crecimiento demográfico que suscitó conflictos sobre ocupación de términos con las ciudades de Loja y villa de Priego de Córdoba.
Como culminación de esta segunda etapa de la repoblación, se puede citar una carta de Carlos I fechada el 31 de octubre de 1531 en la que se ordenaba al corregidor de Granada que se informase de la conveniencia del derribo de la fortaleza de la villa, petición realizada al rey por el Concejo de Montefrío, debido entre otras razones a favorecer el crecimiento demográfico.
Finalmente, la tercera fase del proceso repoblador iniciada a partir de entonces (1531-1559), estuvo caracterizada por el continuo aumento de la población que al final de este período se había multiplicado casi por cuatro (370 vecinos); lo cual representaba un elevado ritmo de crecimiento demográfico si lo comparamos con el período anterior (1486-1531) —cuarenta y cinco años— en el que sólo acudieron 100 vecinos.
En 1587 parece ser que el censo era de 2300 personas, según el arzobispado de Granada. Durante el siglo XVII la población estuvo estancada, debido a emigraciones a tierras americanas y a otros puntos del Imperio, y también a la anterior expulsión de los moriscos, las epidemias y las guerras. En el siglo XVIII, en el año 1718, la población de Montefrío ascendía a 3281 habitantes. De los padrones del siglo XIX podemos sacar datos más exactos, debido a la creación del Registro Civil, así la población en este siglo osciló entre los 7000 a 8500 habitantes.
En el siglo XX (año 1900) la villa alcanzó los 10 725 habitantes, siendo en 1930 cuando se alcanzó la mayor densidad de su historia 14 380 habitantes. La guerra civil española (1936-1939) y la emigración contribuyeron a mantener la población en torno a los 10 000 habitantes (1970). Actualmente, la población de Montefrío continúa descendiendo peligrosamente. La cifra actual asciende a 5433 en 2019, bajando de 6357 habitantes que lo habitaban en 2008.

## Demografía
Montefrío cuenta con una población de 5305 habitantes (INE 2024).
| Gráfica de evolución demográfica de Montefrío entre 1842 y 2021                                                     |
| |
| Población de derecho según los censos de población del INE Población de hecho según los censos de población del INE |

### Población por núcleos
Desglose de población según el Padrón Continuo por Unidad Poblacional del INE.
| Núcleos         | Habitantes (2013) | Varones | Mujeres |
| --------------- | ----------------- | ------- | ------- |
| Baratas         | 79                | 41      | 38      |
| Campo Humano    | 105               | 56      | 49      |
| Córcoles        | 124               | 76      | 48      |
| Fortaleza       | 126               | 71      | 55      |
| Los Gitanos     | 122               | 68      | 54      |
| Los Hospitales  | 87                | 50      | 37      |
| Lojilla         | 172               | 88      | 84      |
| Milanos         | 360               | 191     | 169     |
| Los Molinos     | 173               | 99      | 74      |
| Montefrío       | 4236              | 2056    | 2180    |
| Rincón de Turca | 110               | 60      | 50      |
| La Viñuela      | 159               | 78      | 81      |

## Transporte y comunicaciones
La carretera A-335 atraviesa su término de norte a sur, desde Alcalá la Real (donde se puede enlazar con la N-432, que une Granada y Córdoba) hasta Tocón. Por el este está la NO-26 que enlaza también con la N-432 a su paso por Puerto Lope y que es el camino más corto para llegar a Granada.
Desde la autovía A-92, por la salida de Huétor Tájar, subiendo luego por la carretera que une ambos municipios, bordeando el arroyo de Milanos, que es la mejor opción. También es posible llegar hasta Montefrío desde los pueblos vecinos de Íllora y Algarinejo, a través de carreteras locales. Sus elevaciones más importantes son: la sierra de Parapanda con 1604 m en el límite entre Montefrío e Íllora, y la sierra de Chanzas con el pico del Morrón de 1213 m entre Montefrío y Algarinejo.

## Economía
Nos encontramos ante una economía en donde predomina la agricultura y la ganadería. Destacan las 16 221 ha de olivar, de las que 15204 pertenecen a cultivo de secano y el resto a regadío. Dentro de los cultivos herbáceos podemos destacar las 471 ha de cebada y las 12 ha de patata (SIMA 2007).
En cuanto a la ganadería, Montefrío en el siglo XVIII llegó a ser una de las zonas ganaderas más importantes de Andalucía Oriental (con unas 50 000 cabezas de ganado). Actualmente esas cifras son sustancialmente inferiores, destacando el ganado Porcino, Cabrío y Lanar. Es de este sector primario del que se deriva la escasa industria existente. Una cooperativa relacionada con productos Lácteos, cuyo queso es famoso en toda España; Varias almazaras, dos de ellas constituidas en Cooperativas; Empresas dedicadas a la elaboración de productos derivados de la aceituna; y unos productos cárnicos de gran calidad. Por último, mencionar el sector Turístico. Montefrío posee uno de los patrimonios histórico-culturales más ricos de la provincia, sin embargo la incidencia del sector turístico en la localidad es mínima.

### Evolución de la deuda viva municipal
| Gráfica de evolución de la deuda viva del Ayuntamiento de Montefrío entre 2008 y 2019                                |
| |
| Deuda viva del Ayuntamiento de Montefrío en miles de euros según datos del Ministerio de Hacienda y Función Pública. |

## Administración y política
Los resultados en Montefrío de las últimas elecciones municipales, celebradas en mayo de 2023, son:
| Elecciones Municipales - Montefrío (2023) | Elecciones Municipales - Montefrío (2023) | Elecciones Municipales - Montefrío (2023) | Elecciones Municipales - Montefrío (2023) | Elecciones Municipales - Montefrío (2023) |
| Partido político                          | Partido político                          | Votos                                     | Votos                                     | Concejales                                |
| ----------------------------------------- | ----------------------------------------- | ----------------------------------------- | ----------------------------------------- | ----------------------------------------- |
|                                           | Partido Socialista Obrero Español (PSOE)  | 1359                                      | 44.28 %                                   | 6                                         |
|                                           | Comprometidos con Montefrío (COM)         | 1176                                      | 38.31 %                                   | 5                                         |
|                                           | Partido Popular (PP)                      | 495                                       | 16.12 %                                   | 2                                         |

## Cultura
Montefrío fue declarado conjunto histórico artístico en 1982 y constituye una de las siete maravillas de Granada. En octubre de 2015 fue considerado por la prestigiosa revista National Geographic como uno de los pueblos con las diez mejores vistas a nivel mundial.

### Gastronomía
Montefrío posee un rico patrimonio gastronómico. Cualquier visitante que se acerque a esta localidad podrá disfrutar de un amplio surtido de platos tradicionales, los cuales han ido pasando de generación en generación. A continuación se enumeran algunos de los platos más representativos.
| - Entrantes - Remojón (de San Marcos) - Sopa de lomo de orza y espárragos trigueros - Gazpacho de espárragos - Relleno de Carnaval - Sesos al mojeteo | - Sopas - Sopa fría de boquerones en escabeche - Sopa de espárragos trigueros - Papas en columpio - Gazpachuelo - Sopa de albóndigas | - Carnes, verduras y pescados - Papas Ajilimili (o en Miguilla) - Albóndigas de boquerones - Pollo en salsa de almendra - Arroz arriero - Migas con chicharrones - Sardinas en moraga - Ropa vieja - Tomates con morcilla y chorizo - Sobrehusa - Potaje de vigilia (de Semana Santa) |  | - Postres - Cuajado - Gachas de mosto - Croquetas de chocolate - Natillas de almendra - Natillas con galleta - Flores - Roscos de Montefrío |

## Hermanamiento
- Yasuda, Japón[7]